# Nati nel 1922/Gennaio
| Questa pagina contiene informazioni ricavate automaticamente dalle voci biografiche con l'ausilio del template Bio e di un bot. L'aggiornamento è periodico e automatico e ricostruisce completamente la pagina. Se manca una persona in questa lista, sei pregato di non aggiungerla, ma accertati piuttosto che la sua voce biografica contenga il template Bio e che i dati anagrafici siano correttamente compilati. Se il template Bio manca, inseriscilo tu stesso o, in alternativa, metti l'avviso {{tmp\|Bio}} che ne segnala la mancanza. Se i dati riportati sono sbagliati, correggi direttamente la voce biografica; le modifiche saranno visibili in questa lista entro pochi giorni. Per chiarimenti vedi il progetto biografie. La lista contiene solo le 208 persone che sono citate nell'enciclopedia e per le quali è stato implementato correttamente il template Bio. Pagina aggiornata al 18 ago 2025. |

- 1º gennaio - Armandino, cantante, chitarrista e attore italiano († 2011)
- 1º gennaio - Flavio Luigi Bertone, politico e partigiano italiano († 1999)
- 1º gennaio - Federico Cerruti, collezionista d'arte italiano († 2015)
- 1º gennaio - Tano Cimarosa, attore, regista e sceneggiatore italiano († 2008)
- 1º gennaio - Antal Farkas, attore ungherese († 2010)
- 1º gennaio - Fritz Hollings, politico statunitense († 2019)
- 1º gennaio - Domenico Luzzara, dirigente sportivo italiano († 2006)
- 1º gennaio - Pietro Mosca, calciatore italiano
- 1º gennaio - Natalio Pescia, calciatore argentino († 1989)
- 1º gennaio - Jerry Robinson, fumettista statunitense († 2011)
- 1º gennaio - José de Jesús Sahagún de la Parra, vescovo cattolico messicano
- 1º gennaio - Darix Togni, circense e attore italiano († 1976)
- 1º gennaio - Bruno Zorzi, calciatore italiano
- 2 gennaio - Cosimo Abate, politico italiano († 2016)
- 2 gennaio - Ezio Acchini, canottiere italiano († 1985)
- 2 gennaio - Serafino Aldo Barbaro, partigiano italiano († 1944)
- 2 gennaio - Stefanino De Stefano, calciatore e allenatore di calcio italiano
- 2 gennaio - Blaga Dimitrova, poeta, scrittrice e politica bulgara († 2003)
- 2 gennaio - Jason Evers, attore statunitense († 2005)
- 2 gennaio - Veronica Foster, modella canadese († 2000)
- 2 gennaio - María Fux, ballerina, coreografa e scrittrice argentina († 2023)
- 2 gennaio - Adriano Gozzoli, partigiano italiano († 1944)
- 2 gennaio - Anna Larsson, mezzofondista svedese († 2003)
- 2 gennaio - Ugo Napoli, politico italiano († 1977)
- 2 gennaio - Clairvius Narcisse, haitiano († 1994)
- 2 gennaio - Geoffrey Paish, tennista britannico († 2008)
- 2 gennaio - Ottavio Spadaro, regista, sceneggiatore e direttore artistico italiano († 1996)
- 2 gennaio - Jean Séphériades, canottiere francese († 2001)
- 3 gennaio - Dana Broccoli, attrice e scrittrice statunitense († 2004)
- 3 gennaio - Angelo Destri, pittore italiano († 1985)
- 3 gennaio - Filip Müller, scrittore slovacco († 2013)
- 3 gennaio - Ágnes Nemes Nagy, poetessa, scrittrice e traduttrice ungherese († 1991)
- 3 gennaio - Carlo Pischianz, calciatore italiano († 1979)
- 3 gennaio - Bill Travers, attore britannico († 1994)
- 4 gennaio - Doreen Valiente, scrittrice e poetessa britannica († 1999)
- 4 gennaio - Jesús Narro, calciatore spagnolo († 1987)
- 4 gennaio - Karl-Erik Nilsson, lottatore svedese († 2017)
- 4 gennaio - Giuseppe Semerari, filosofo italiano († 1996)
- 4 gennaio - Marceau Sommerlinck, calciatore francese († 2005)
- 4 gennaio - Frank Wess, sassofonista e flautista statunitense († 2013)
- 5 gennaio - Egiziano Bertolucci, calciatore italiano († 2009)
- 5 gennaio - Aleksej Guščin, tiratore a segno sovietico († 1986)
- 5 gennaio - Gustaf Jansson, maratoneta svedese († 2012)
- 5 gennaio - Dave Latter, cestista statunitense († 2000)
- 5 gennaio - Attilio Marazzini, calciatore italiano
- 5 gennaio - Maria Michetti, partigiana e politica italiana († 2007)
- 5 gennaio - George Munroe, cestista statunitense († 2014)
- 5 gennaio - Celestino Piatti, illustratore, pittore e designer svizzero († 2007)
- 6 gennaio - Lucio Benaglia, politico italiano († 2002)
- 6 gennaio - Gina Lagorio, scrittrice e critica letteraria italiana († 2005)
- 6 gennaio - Paolo Carlini, attore italiano († 1979)
- 6 gennaio - Cecil Hankins, cestista e allenatore di pallacanestro statunitense († 2002)
- 6 gennaio - Tabaré Larre Borges, cestista uruguaiano
- 6 gennaio - Fred Otash, investigatore privato, scrittore e attore statunitense († 1992)
- 6 gennaio - Eusebio Tejera, calciatore uruguaiano († 2002)
- 7 gennaio - Francisco Aramburu, calciatore brasiliano († 1997)
- 7 gennaio - Carlo Barbieri, calciatore italiano
- 7 gennaio - Corrado Contin, calciatore italiano († 2001)
- 7 gennaio - Faele, drammaturgo, autore televisivo e paroliere italiano († 1981)
- 7 gennaio - Fatafehi Tuʻipelehake, principe e politico tongano († 1999)
- 7 gennaio - Michele Lacerenza, trombettista e compositore italiano († 1989)
- 7 gennaio - Jean-Pierre Rampal, flautista francese († 2000)
- 7 gennaio - Mario Rendo, imprenditore italiano († 2005)
- 7 gennaio - Alf Svendsrud, calciatore norvegese († 1997)
- 8 gennaio - Bill Closs, cestista e allenatore di pallacanestro statunitense († 2011)
- 8 gennaio - Artemio Franchi, dirigente sportivo italiano († 1983)
- 8 gennaio - Lorenzo Quaglietti, critico cinematografico e saggista italiano († 1989)
- 9 gennaio - Piero Bortoletto, allenatore di calcio e calciatore italiano († 1994)
- 9 gennaio - Har Gobind Khorana, biochimico indiano († 2011)
- 9 gennaio - Ángel Lozano, cestista spagnolo († 1990)
- 9 gennaio - Leandro Menconi, calciatore italiano
- 9 gennaio - Marcel Stern, velista svizzero († 2002)
- 9 gennaio - Ahmed Sékou Touré, politico guineano († 1984)
- 10 gennaio - Aldo Ballarin, calciatore italiano († 1949)
- 10 gennaio - Edo Benedetti, politico e dirigente d'azienda italiano († 2012)
- 10 gennaio - Henri Coosemans, cestista belga
- 10 gennaio - Michel Henry, filosofo francese († 2002)
- 10 gennaio - Walter Kern, presbitero e teologo austriaco († 2007)
- 10 gennaio - Billy Liddell, calciatore scozzese († 2001)
- 10 gennaio - Piero Ricci, calciatore italiano († 2020)
- 10 gennaio - Hannelore Schroth, attrice tedesca († 1987)
- 10 gennaio - Juan Antonio Villacañas, poeta, saggista e critico letterario spagnolo († 2001)
- 11 gennaio - Eduardo Airaldi Rivarola, cestista, allenatore di pallacanestro e arbitro di pallacanestro peruviano († 1992)
- 11 gennaio - Franco Biondi Santi, imprenditore italiano († 2013)
- 11 gennaio - Giulio Grassini, generale italiano († 1992)
- 11 gennaio - Luciano Lucignani, regista, sceneggiatore e critico teatrale italiano († 2008)
- 11 gennaio - Gunnar Stensland, allenatore di calcio e calciatore norvegese († 2011)
- 11 gennaio - Valentine Telegdi, fisico ungherese († 2006)
- 11 gennaio - Lorenza Trucchi, critica d'arte e giornalista italiana
- 11 gennaio - William Turnbull, scultore e pittore scozzese († 2012)
- 12 gennaio - Jimmy Baldwin, allenatore di calcio e calciatore inglese († 1985)
- 12 gennaio - Fortunato Bianchi, politico italiano († 1993)
- 12 gennaio - Luciano Bonfiglioli, cantante italiano († 1995)
- 12 gennaio - István Kálmán, militare e aviatore ungherese († 1995)
- 12 gennaio - José Luis Panizo, calciatore spagnolo († 1990)
- 12 gennaio - Enzo Santarelli, politico e storico italiano († 2004)
- 13 gennaio - John Hewer, attore inglese († 2008)
- 13 gennaio - Albert Lamorisse, regista, produttore cinematografico e scrittore francese († 1970)
- 13 gennaio - Alberto Spigaroli, politico italiano († 2014)
- 13 gennaio - Toni Ucci, attore e cabarettista italiano († 2014)
- 13 gennaio - Hilda Watson, politica canadese († 1997)
- 14 gennaio - Hank Biasatti, cestista e giocatore di baseball italiano († 1996)
- 14 gennaio - Nicolò Cipolla, politico italiano († 2017)
- 14 gennaio - Alberto Eliani, calciatore e allenatore di calcio italiano († 2009)
- 14 gennaio - Argeo Gambelli Fenili, politico e sindacalista italiano († 2007)
- 14 gennaio - Antonino Pietro Gullotti, politico italiano († 1989)
- 14 gennaio - Harold Leavitt, psicologo statunitense († 2007)
- 15 gennaio - Thelma Carpenter, cantante e attrice statunitense († 1997)
- 15 gennaio - Lucio De Caro, regista, sceneggiatore e giornalista italiano († 2008)
- 15 gennaio - Franz Fühmann, scrittore tedesco († 1984)
- 15 gennaio - Paul Marcinkus, arcivescovo cattolico statunitense († 2006)
- 15 gennaio - Martin Ostwald, storico tedesco († 2010)
- 15 gennaio - Ray Patterson, cestista, allenatore di pallacanestro e dirigente sportivo statunitense († 2011)
- 15 gennaio - Paola Veneroni, attrice e doppiatrice italiana († 2021)
- 16 gennaio - Giuseppe Amasio, politico italiano († 2000)
- 16 gennaio - Ernesto Bonino, cantante italiano († 2008)
- 16 gennaio - Marcello Ciorciolini, sceneggiatore, regista e autore televisivo italiano († 2011)
- 16 gennaio - Ferenc Deák, calciatore ungherese († 1998)
- 16 gennaio - Marina Doge, attrice e soubrette italiana († 1965)
- 16 gennaio - Fred Olivi, militare statunitense († 2004)
- 16 gennaio - Herbert Wipiti, militare e aviatore neozelandese († 1943)
- 17 gennaio - Luis Echeverría, politico messicano († 2022)
- 17 gennaio - Spartaco Fontanot, attivista e partigiano italiano († 1944)
- 17 gennaio - Miodrag Jovanović, calciatore e allenatore di calcio jugoslavo († 2009)
- 17 gennaio - Nicholas Katzenbach, politico statunitense († 2012)
- 17 gennaio - Adalberto Sifredi, calciatore argentino
- 17 gennaio - Betty White, attrice e conduttrice televisiva statunitense († 2021)
- 18 gennaio - Matteo Agosta, politico italiano († 1964)
- 18 gennaio - Mario Bardelli, politico e sindacalista italiano († 1992)
- 18 gennaio - Grazia Di Marzà, attrice italiana († 1993)
- 18 gennaio - Manuel Martín, cestista spagnolo († 2003)
- 19 gennaio - Bruno Brandellero, operaio, militare e partigiano italiano († 1944)
- 19 gennaio - António Feliciano, allenatore di calcio e calciatore portoghese († 2010)
- 19 gennaio - Ken Hughes, regista, scrittore e produttore cinematografico inglese († 2001)
- 19 gennaio - Jerzy Kawalerowicz, regista e sceneggiatore polacco († 2007)
- 19 gennaio - Albino Lorenzo, pittore italiano († 2005)
- 19 gennaio - Guy Madison, attore statunitense († 1996)
- 19 gennaio - Miguel Muñoz, calciatore e allenatore di calcio spagnolo († 1990)
- 19 gennaio - Emiliano Rinaldini, antifascista e partigiano italiano († 1945)
- 20 gennaio - Giuliano Albarello, calciatore italiano († 1981)
- 20 gennaio - Ray Anthony, trombettista, paroliere e attore statunitense
- 20 gennaio - Miloš Bobocký, cestista cecoslovacco († 2016)
- 20 gennaio - Klaas Carel Faber, militare olandese († 2012)
- 20 gennaio - John Hick, teologo, filosofo e storico britannico († 2012)
- 20 gennaio - Vytautas Leščinskas, cestista lituano († 1977)
- 20 gennaio - Enrico Manfredini, arcivescovo cattolico italiano († 1983)
- 20 gennaio - Corrado Mazzari, pittore italiano († 2006)
- 20 gennaio - Graham Stark, attore britannico († 2013)
- 20 gennaio - Mirko Tiepolo, ciclista su strada e ciclocrossista italiano († 2016)
- 21 gennaio - Gino Montesanto, scrittore e giornalista italiano († 2009)
- 21 gennaio - Mario Petri, basso-baritono e attore italiano († 1985)
- 21 gennaio - Telly Savalas, attore, cantante e regista statunitense († 1994)
- 21 gennaio - Paul Scofield, attore britannico († 2008)
- 21 gennaio - Predrag Vranicki, filosofo croato († 2002)
- 22 gennaio - Arciso Artesiani, pilota motociclistico italiano († 2005)
- 22 gennaio - Carlo Bertolini, pittore, scultore e incisore italiano († 2019)
- 22 gennaio - Vasif Biçaku, calciatore albanese († 1979)
- 22 gennaio - Eugen Böhringer, pilota automobilistico tedesco († 2013)
- 22 gennaio - Dickie Davis, calciatore inglese († 1999)
- 22 gennaio - Derek John De Solla Price, fisico, storico della scienza e informatico inglese († 1983)
- 22 gennaio - Alfredo Mazzone, drammaturgo e regista italiano († 1989)
- 22 gennaio - Piero Pietrasanta, calciatore italiano
- 22 gennaio - Laura Seghettini, partigiana italiana († 2017)
- 22 gennaio - Leonel Brizola, politico brasiliano († 2004)
- 23 gennaio - Luigi Pagliarani, psicologo e giornalista italiano († 2001)
- 23 gennaio - Franco Potenza, compositore, musicologo e direttore d'orchestra italiano († 2011)
- 24 gennaio - Blaga Aleksova, archeologa macedone († 2007)
- 24 gennaio - Nikolaus Biewer, calciatore tedesco († 1980)
- 24 gennaio - Daniel Boulanger, scrittore, drammaturgo e poeta francese († 2014)
- 24 gennaio - Neil Franklin, calciatore inglese († 1996)
- 24 gennaio - John H. Holm, fumettista statunitense († 2009)
- 24 gennaio - Silvano Ippoliti, direttore della fotografia italiano († 1994)
- 24 gennaio - Elio Lodolini, archivista, storico e paleografo italiano († 2023)
- 24 gennaio - Enrico Pruner, politico italiano († 1989)
- 24 gennaio - Charles Socarides, psichiatra e psicologo statunitense († 2005)
- 24 gennaio - Eeltje Visserman, compositore di scacchi olandese († 1978)
- 25 gennaio - Vicente Arraya, calciatore boliviano († 1992)
- 25 gennaio - Luigi Luca Cavalli-Sforza, genetista e antropologo italiano († 2018)
- 25 gennaio - Luciano Virgili, cantante italiano († 1986)
- 26 gennaio - Mario Fernández, calciatore argentino
- 26 gennaio - Stella Maris, attrice italiana († 2018)
- 26 gennaio - Gil Merrick, allenatore di calcio e calciatore britannico († 2010)
- 26 gennaio - Josef Toms, cestista cecoslovacco († 2016)
- 27 gennaio - Sebahudin Biçaku, calciatore albanese
- 27 gennaio - James Moffat, scrittore britannico († 1993)
- 28 gennaio - Emile Habibi, scrittore e politico palestinese († 1996)
- 28 gennaio - Robert William Holley, biochimico statunitense († 1993)
- 28 gennaio - Filippo Manna, ingegnere italiano († 2009)
- 28 gennaio - Luca Pavolini, giornalista e politico italiano († 1986)
- 29 gennaio - Mario Agliati, scrittore, giornalista e storico svizzero († 2011)
- 29 gennaio - Romuald Markowski, cestista, pallavolista e allenatore di pallacanestro polacco († 2006)
- 29 gennaio - Rino Pucci, pistard italiano († 1986)
- 29 gennaio - Peter Robinson, allenatore di calcio e calciatore inglese († 2000)
- 29 gennaio - Domenico Sangillo, pittore e poeta italiano († 2016)
- 29 gennaio - Jean de Sibour, militare e aviatore francese († 1943)
- 29 gennaio - Gerda Steinhoff, militare tedesca († 1946)
- 29 gennaio - John Sveinsson, allenatore di calcio e calciatore norvegese († 2009)
- 30 gennaio - Isa Bartalini, direttrice del casting e sceneggiatrice italiana († 1996)
- 30 gennaio - Maria Kamecka, cestista polacca († 2016)
- 30 gennaio - Rosemary Kuhlmann, mezzosoprano e attrice teatrale statunitense († 2019)
- 30 gennaio - Dick Martin, attore, regista televisivo e comico statunitense († 2008)
- 30 gennaio - Giacomo Pezzotta, politico italiano († 2018)
- 31 gennaio - Gianbattista Bertelli, pittore, illustratore e restauratore italiano († 2001)
- 31 gennaio - Giuseppe Di Vagno, politico e avvocato italiano († 2013)
- 31 gennaio - Joanne Dru, attrice statunitense († 1996)
- 31 gennaio - Qin Yi, attrice cinese († 2022)
- 31 gennaio - Bruno Schmelzinger, militare tedesco († 2013)
- 31 gennaio - William Sylvester, attore statunitense († 1995)